# Giacomo Di Chirico

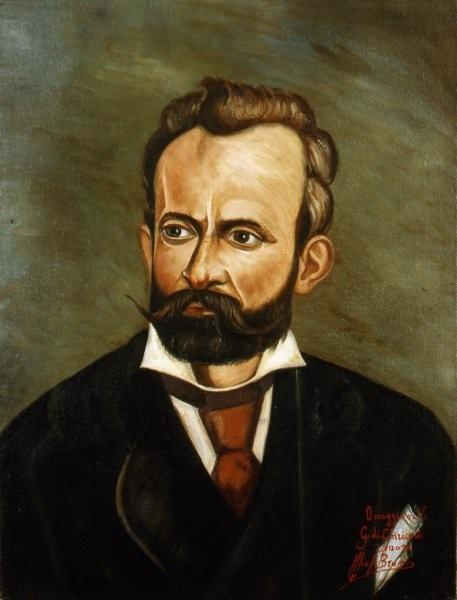
Giacomo Di Chirico

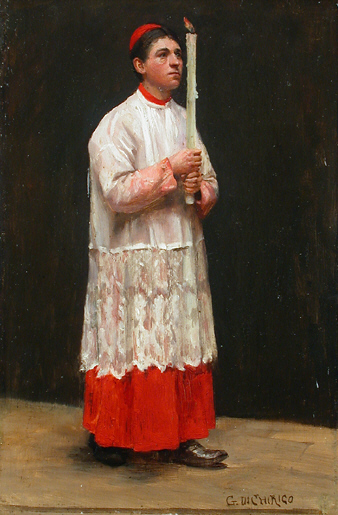
Giacomo di Chirico (1845–1893): Der Ministrant

Giacomo Di Chirico (* 27. Januar 1844 in Venosa; † 17. Dezember 1883 in Neapel) war ein italienischer Maler. 

## Leben
Die Einführung in die Zeichenkunst verdankte er seinem 20 Jahre älteren Bruder Nicola, einem Bildhauer. 1865 erhielt er von seiner Heimatgemeinde ein zweijähriges Stipendium für die Kunstakademie Neapels. Gleichzeitig frequentierte er das Atelier von Tommaso De Vivo, eines Vertreters des späten Neoklassizismus . 
Drei Jahre später verließ er Neapel Richtung Rom, aber nur bis 1871. Danach kehrte er nach Neapel zurück und begann, in seinem Atelier das Kulturleben der Stadt Neapel zu malen. Künstlerisch beeinflusst wurde er nun durch seinen Umgang mit Domenico Morelli, daneben wirkten auf ihn wie auch auf viele der dem Historismus und Realismus anhängenden Maler Neapels die Ideen von Francesco De Sanctis. 
Di Chirico hatte Ausstellungen in ganz Italien, von Neapel bis in den Norden nach Turin, Genua und Mailand. Das Gemälde Uno sposalizio in Basilicata  (Eine Hochzeit in der Basilikata), das 1877 auf der Nationalen Kunstausstellung in Neapel erstmals gezeigt wurde und Bewunderung und Kritik hervorrief, wurde 1879 auch in Wien und 1882 in München ausgestellt. Neben Preisen auf verschiedenen Ausstellungen erhielt er auch den Orden der Krone von Italien. 
Di Chirico starb im Alter von knapp 40 Jahren in einer Nervenheilanstalt im Stadtteil Capodichino von Neapel.